# Производство кофе в Венесуэле
Производство кофе в Венесуэле началось в конце XVIII — начале XIX века в предгорьях Анд, хотя иезуитскому священнику и естествоиспытателю Хосе Гумилья приписывают введение кофе на территорию нынешней Венесуэлы в 1732 году. Его производство было связано с большим спросом на продукт в сочетании с дешевой рабочей силой и низкой стоимостью земли. Производство кофе в Венесуэле привело к комплексной миграции людей в этот регион в конце XIX века. Хотя Венесуэла в свое время была близка к Колумбии по производству кофе, по состоянию на 2001 год она производила менее одного процента мирового кофе.
Кофе выращивается на территории Прибрежного хребта и в западной части Андского региона, где имеется достаточное количество почвы и влаги. В этой системе предгорных влажных лесов деревья обеспечивают тень, необходимую для выращивания кофе. Этот регион является частью нескольких географических регионов Венесуэлы, а именно: Прибрежных районов гор и Карибского бассейна, региона льянос и дельты реки Ориноко и региона Гуаяны.
Плантации обычно находятся в высотном диапазоне 300—1520 м, на границе с Колумбией. Лучшие сорта растут на 1 800 м или выше, но характеризуются более медленным ростом и более низкой производительностью. Плодородная местность в высокогорных штатах Тачира и Мерида на западе страны пригодна для выращивания кофе, который экспортируется через порт Маракайбо. Этот кофе считается лучшим в стране, его вкус характеризуется как яркий, с чистым послевкусием, а также менее кислый по сравнению с другим латиноамериканским кофе.
Кофе из прибрежных гор, расположенных дальше на восток, экспортируется через Ла-Гуайру, порт Каракаса. Он происходит с горного хребта недалеко от Карибского бассейна и, как правило, у него мягкий, нежный вкусовой профиль, как у кофе из стран Карибского бассейна.
Венесуэла производит менее одного процента мирового кофе. Как правило, производство является максимальным в течение декабря и января, и экспорт происходит в период с октября по май. Выращиваемый в Венесуэле кофе в значительной степени потребляется местными жителями, а остальное экспортируется, в основном в США, Бельгию и Германию.